# Hestehale (frisure)
|  | For andre betydninger, se Hestehale |
Hestehale er en frisure til langt hår, hvor noget eller hele håret er strøget tilbage og sat op med en hårelastik på bagsiden af hovedet. Mange piger samler den stramt højt oppe eller midt på hovedet. Mange mænd samler den knapt så stramt i nakken. Man kan opleve en smule hårtab ved stramme hestehaler, ligeledes kan nogen få hovedpine af stramme hestehaler. Halen på en hest ligger derfor navn fordi det ligner en hestehale på en hest.
| frisurer og hår | Spire Denne artikel om frisurer, hår og kropsudsmykning er en spire som bør udbygges. Du er velkommen til at hjælpe Wikipedia ved at udvide den. |